# Lucille Eichengreen
Lucille Eichengreen (Hamburgo, 1 de febrero de 1925 – Oakland, California, 7 de febrero de 2020) fue una superviviente del Holocausto que describió en varios libros autobiográficos su deportación al gueto de Łódź, a Auschwitz, al campo de concentración de Neuengamme y al de Bergen-Belsen.

## Biografía

### Juventud y deportación

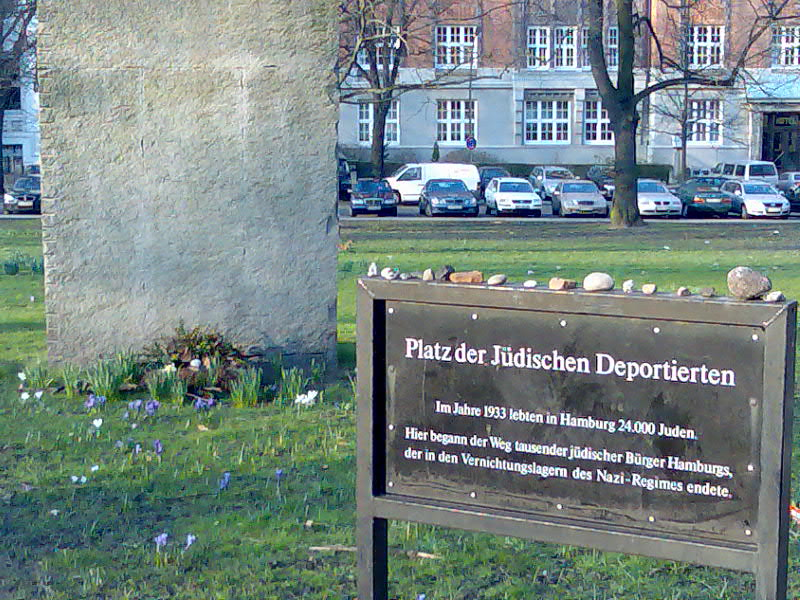
Monumento y placa a los judíos de Hamburgo deportados (2007)

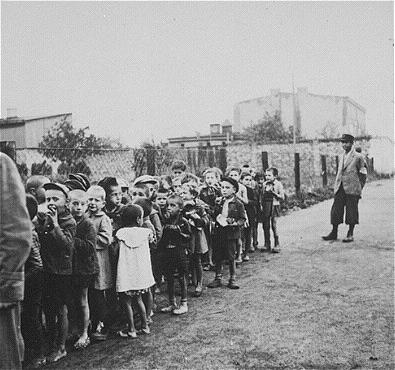
Deportación de los niños del gueto de Łódź al campo de exterminio de Chelmno, septiembre de 1942

Lucille Eichengreen, de soltera Cecilie Landau, era la mayor de dos hijas del comerciante de vinos al por mayor polaco Benjamin Landau y su esposa Sala (Sara) Baumwollspinner. Tras una infancia inicialmente feliz y despreocupada en Hamburgo, poco a poco se fue viendo cada vez más expuesta a las medidas represivas del régimen nazi contra los judíos. En octubre de 1938 su padre fue deportado a Polonia. Regresó poco tiempo después pero el 1 de septiembre de 1939, coincidiendo con el ataque alemán a Polonia fue detenido por la Gestapo como extranjero enemigo y encarcelado en la prisión de la policía de Fuhlsbüttel (Norte de Hamburgo) y en el campo de concentración de Oranienburg. El 31 de diciembre de 1940 fue asesinado en el campo de concentración de Dachau. Cecilie Landau era aún niña cuando, en febrero de 1941, fue testigo de cómo unos hombres de la Gestapo trajeron a su casa una caja de puros cerrada con una goma elástica conteniendo cenizas procedentes del campo de concentración de Dachau. Hasta su deportación, asistió regularmente a la Escuela Judía para niñas en la Karolinenstrasse 35, donde pudo completar su graduado en educación secundaria.
El día 25 de octubre de 1941, Cecilie, de 16 años, fue deportada al gueto de Łódź con su madre y su hermana menor, Karin. Cecilie encontró un trabajo y pudo así sobrevivir en unas condiciones inhumanas, que más tarde describiría en su libro sobre el presidente del Consejo Judío del gueto de Lodz Chaim Rumkowski. Su madre murió de hambre el 13 de julio de 1942. Su hermana Karin, de doce años, de cuyo cuidado se había hecho cargo, fue separada violentamente de ella y deportada, en septiembre de 1942, al campo de exterminio de Kulmhof y asesinada. Cecilie trabajó temporalmente en la administración del gueto como mecanógrafa para el periodista y escritor Oskar Singer. En 1943, tras una denuncia durante un "interrogatorio" por parte de la "policía criminal" alemana, quedó sorda del oído izquierdo. En agosto de 1944 fue deportada a Auschwitz-Birkenau y sobrevivió a la selección de la rampa de llegada. Unas semanas más tarde, después de una nueva selección por parte del médico del campo de concentración Josef Mengele, fue trasladada a un subcampo del campo de concentración de Neuengamme, en Dassauer Ufer, cerca de Hamburgo, donde tuvo que realizar trabajos forzados para reparar los daños de las bombas y construir casas prefabricadas para los habitantes de hamburgo cuyas casas habían sido destruidas. Posteriormente desempeño trabajos temporales de oficina donde, aunque estaba expuesta a la brutalidad de trato de los supervisores, las condiciones eran menos extenuantes. En marzo de 1945 fue deportada a Bergen-Belsen donde tuvo que presenciar el hambre y las muertes masivas por causa de las epidemias.

### Después de la liberación
Cecilie fue la única de su familia que sobrevivió al Holocausto. Tras la liberación del campo de concentración de Bergen-Belsen por el ejército británico en abril de 1945, pasó unos meses en el campo de desplazados también de Bergen-Belsen donde trabajó como traductora para los británicos. En colaboración con el gobierno militar británico, pudo identificar a 40 responsables de las SS del campo de concentración de Neuengamme, arrestarlos y llevarlos ante la justicia. Tras recibir amenazas de muerte, abandonó Alemania y emigró a Estados Unidos vía París, donde se casó con Dan Eichengreen, un emigrante judío también de Hamburgo, el 7 de noviembre de 1946. No fue hasta 1947 cuando le confirmaron la muerte de su hermana.
Según su propio relato, Lucille Eichengreen, durante mucho tiempo fue incapaz de superar sus experiencias traumáticas de la época nazi, estaba llena de odio hacia los alemanes y sufría constantes pesadillas.
En 1991 volvió por primera vez a Alemania y a Polonia, visitando también su ciudad natal, Hamburgo, por invitación del Senado de Hamburgo. Bajo la impresión de este viaje, que también la llevó a Auschwitz y al antiguo gueto de Łódź, escribió: "No puedo entender cómo es posible que haya gente que cuestione los hechos reales del Holocausto, que dude de la magnitud del tormento, del sufrimiento y del número de personas mutiladas y asesinadas."

### Actividad como escritora

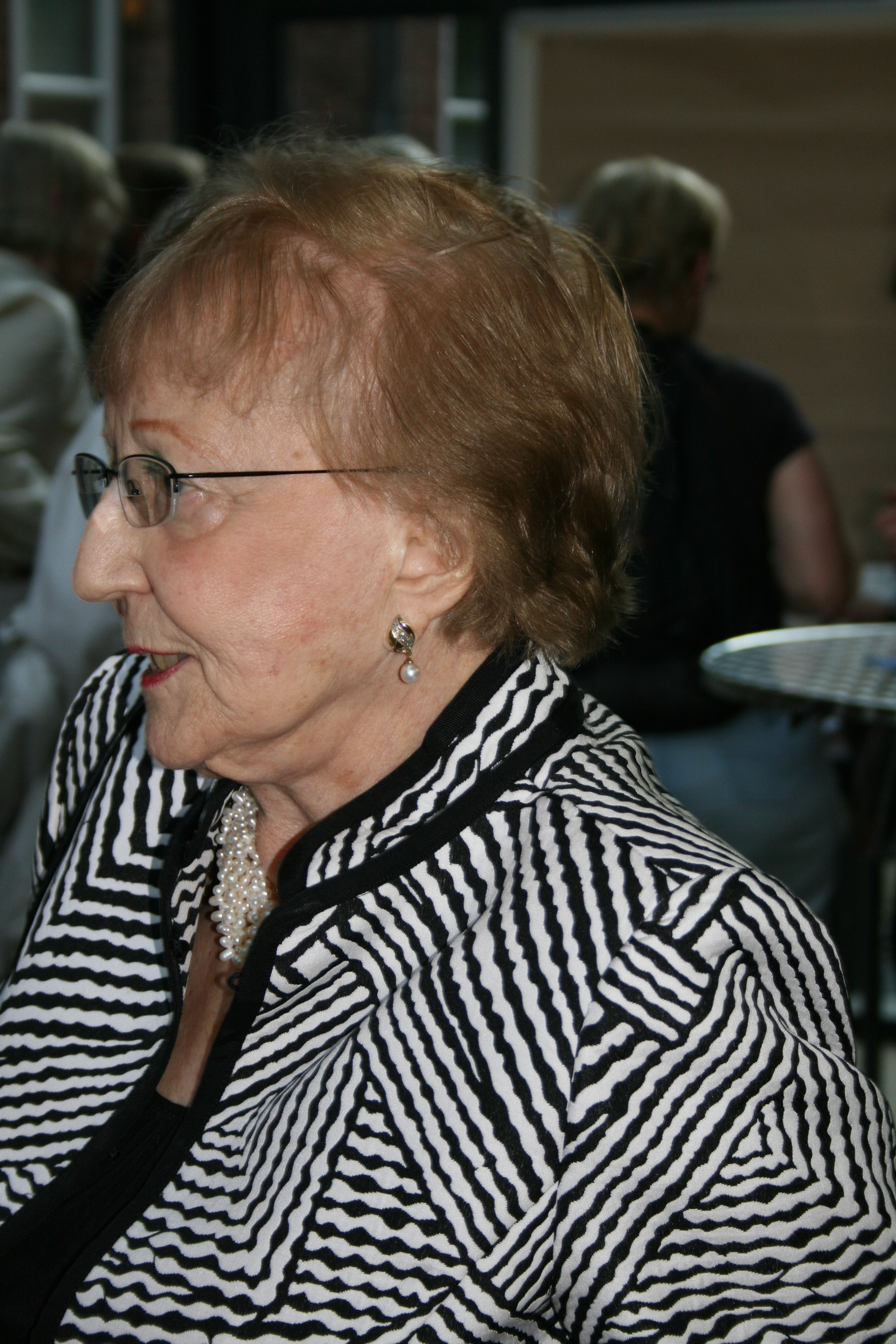
Lucille Eichengreen en un evento en la Lawaetzhaus en Hamburgo-Neumühlen (2012)

En la década de 1990, Lucille Eichengreen comenzó a escribir y publicar sus recuerdos. Sus memorias, escritas en inglés, fueron traducidas al alemán por Ursula Wamser y aparecieron en 1992 bajo el título Von Asche zum Leben. Erinnerungen. Dos años después fueron publicadas en Estados Unidos con el título De las cenizas a la vida. Mis memorias del Holocausto.
Desde su primera visita a Alemania, Lucille Eichengreen volvió con frecuencia participando en conferencias en escuelas, universidades y en eventos conmemorativos. Además, colaboró con la Unidad de Literatura del Holocausto en la investigación y elaboración de la crónica del gueto de Lodz, donde había trabajado como mecanógrafa. Por su compromiso e implicación, en mayo de 2007 fue nombrada doctora honoris causa en el Departamento de Lengua, Cultura y Literatura de la Universidad de Giessen.
En 2009, con motivo de la exposición "Enviados a la muerte. La deportación de judíos, romaníes y sinti de Hamburgo de 1940 a 1945" le fue otorgada a Lucille Eichengreen la medalla de oro de Hamburgo por el alcalde Ole von Beust. De esta manera, el Senado de Hamburgo le reconocía sus servicios en la divulgación y comprensión de la historia de la persecución nacionalsocialista a los judíos de su ciudad natal, Hamburgo.
Lucille Eichengreen vivió en Oakland, California hasta su muerte. Murió pocos días después de cumplir 95 años. Uno de sus dos hijos es el economista estadounidense Barry Eichengreen

## Recepción

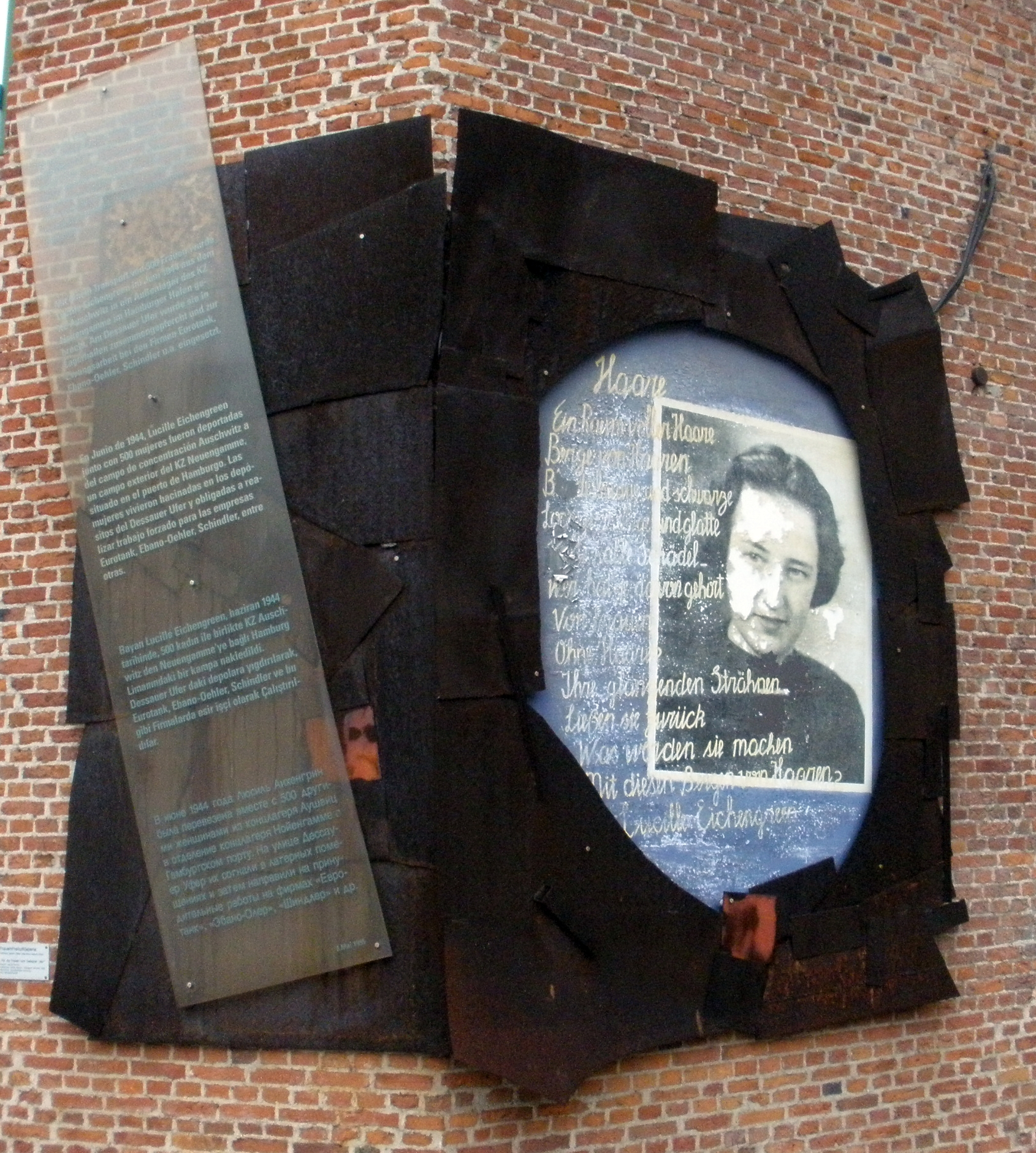
Placa conmemorativa en la Lawaetzhaus de Neumühlen con la imagen de Lucille Eichengreens (2010)

Ralph Giordano, escritor, periodista y documentalista alemán, testigo y superviviente del Holocausto, escribió en el prólogo de la nueva edición de las memorias de 2009 de Lucille Eichengreen De las cenizas a la vida: 
“Su testimonio no puede dejar indiferente a ninguna persona mínimamente sensible y racional. Hoy en día, cuando algunos pirómanos intelectuales se permiten hablar de Auschwitz como de “una losa” para liberar así definitivamente a la República de Berlín del legado del Nacionalsocialismo, con la vieja y sempiterna exigencia de un definitivo punto final para volver a la normalidad política, libros como el de Lucille Eichengreen son de trascendental significado." 
Con motivo del 95 cumpleaños de Lucille Eichengreen, el portal del Centro Conmemorativo del KZ Neuengamme refería:
Lucille Eichengreen nunca podrá "reconciliarse". No puede olvidar y no puede perdonar. Son precisamente voces como la suya, las que nos recuerdan las crueles consecuencias de dar la espalda a la humanidad, las que son más importantes hoy en día para dejar claro a los partidarios del "punto final" que el pasado nazi no es precisamente nada del pasado. Que su recuerdo hay que mantenerlo vivo.

## Obras
- Lucille Eichengrenn: De las cenizas a la vida. Mis memorias del Holocausto. Traducción de Alfonso Marín y Lola Porras. Punto de Vista Editores, Madrid 2022. ISBN 978-84-18322-72-3.
- Lucille Eichengreen con Harriet Chamberlain: De las cenizas a la vida. Mis recuerdos del Holocausto . (En inglés). Mercury House, San Francisco 1994, ISBN 1-56279-052-8.
- De las cenizas a la vida. recuerdos , (En alemán) Traducido por Ursula Wamser. Dölling y Galitz, Hamburgo 1992, ISBN 3-926174-39-0.
- Lucille Eichengreen con Rebecca Fromer: Rumkowski y los huérfanos de Lodz . (En inglés) Mercury House, San Francisco 2000, ISBN 1-56279-115-X.
- Mujeres y Holocausto. Experiencias, recuerdos e historias, (En alemán) Traducido por Sascha Feuchert y Claire Annesley. Donat, Bremen 2004 ISBN 3-934836-77-1.